# Лекк, Эдди
Эдди Лекк (швед. Eddie Läck; род. 5 января 1988, Норртелье) — шведский профессиональный хоккеист и тренер. Выступал в Национальной хоккейной лиге. Игрок сборной Швеции по хоккею с шайбой.

## Биография
Воспитанник хоккейной школы клуба «Юргорден», позднее присоединился к системе клуба «Лександ». За эту команду дебютировал на профессиональном уровне во второй лиге Швеции в сезоне 2006/07. Защищал ворота команды до 2009 года, сезон 2009/10 провёл в высшей лиге страны в составе команды «Брюнес». В следующем году отправился за океан, сезон провёл в Американской хоккейной лиге в команде «Манитоба Мус».
с 2011 по 2013 год выступал в Американской хоккейной лиге за команду «Чикаго Вулвз». Дебютировал в Национальной хоккейной лиге за команду «Ванкувер Кэнакс» 6 октября 2013 года в матче против «Калгари Флэймз», пропустил четыре шайбы, чего хватило для победы над соперником.